# Karl Lehmann
Karl Lehmann (Sigmaringen, 16. svibnja 1936. – Mainz, 11. ožujka 2018.) bio je njemački prelat i kardinal Katoličke Crkve. Služio je kao biskup Mainza od 1983. do 2016., a postao je kardinal 2001. godine.
Bio je predsjednik Njemačke biskupke konferencije od 1987. do 2008. godine.
Papa Franjo prihvatio je njegovu ostavku na mjesto biskupa Mainza 16. svibnja 2016., na njegov 80. rođendan.